# Guilty Gear 2: Overture
Guilty Gear 2: Overture es un juego de la serie de Guilty Gear desarrollado por Arc System Works para Xbox 360 y posteriormente para PC. A diferencia de los anteriores juegos de Guilty Gear, este no es un juego de peleas y está programado con gráficos 3D. El demo para Xbox Live describe el juego como "una mezcla de género de acción y estrategia en tiempo real".

## Información del juego
El juego fue desarrollado inicialmente como exclusivo para Xbox 360. La historia se desarrolla varios años después del primer Guilty Gear. Solo dos personajes de los juegos anteriores aparecen en Overture, pero incluye algunos personajes originales que son nuevos en la serie. El único detalle de la historia del juego que se ha revelado es que Ky Kiske (quien ha perdido su espada Thunderseal, y que ha sido remplazada por una misteriosa espada llamada Aquila, se ha convertido en rey de un país llamado Illyria. El director del juego, Daisuke Ishiwatari ha insinuado que el juego podría revelar quien es "Ese Hombre", el misterioso personaje de los anteriores títulos de Guilty Gear. Curiosamente, este capítulo resulta ser una historia alternativa (o spin-off) con relación a la cronología normal.

## Sistema
Guilty Gear 2: Overture usa un sistema de juego similar al de la serie de Devil May Cry pero reteniendo movimientos especiales y animaciones usadas en anteriores juegos de Guilty Gear. Aparte del cambio de género, comparaándolo con su antecesor, GG2:O presenta un sistema de administración de tropas así como ciertos puntos a lo largo de cada nivel que pueden ser capturados para convertirse en puntos productores de tropas. Varias tropas en el demo incluyen Light infantry, capaz de realizar ataques especiales; Heavy infantry, capaz de hacer ataques engañosos; así como tropas Mágicas que pueden curar y realizar hechizos para incrementar el status.
Para ganar, los jugadores deben atacar directamente los Masterghost de sus oponentes, una inmóvil e indefensa “base central” o punto de regeneración para cada jugador. Cada vez que un jugador es derrotado, reaparece en su Masterghost a cambio de una porción de la vida del Masterghost. La victoria se logra: derrotando al enemigo suficientes veces para que su Masterghost no pueda revivirlo, atacando directamente y derrotando al Masterghost del contrincante, o ganando por puntuación (quien tiene más vida) cuando un cronómetro predeterminado llegue a cero.

## Personajes
- Sol Badguy: El Gear prototipo y personaje principal de la serie Guilty Gear. Sol tiene un nuevo look en esta entrega de la serie, y con ello animaciones en 3D de algunos de sus ataques especiales. Y por fin se muestra la verdadera forma de Gear de Sol Badguy cuando confronta a "Ese Hombre".
- Ky Kiske: El antiguo rival de Sol Badguy, ha crecido bastante desde las anteriores entregas y ahora es Rey de un lugar llamado "Illyria". Ahora Ky posee una nueva espada y nuevas animaciones de sus ataques ahora en 3D. Más tarde en el juego se revela que 'Fuuraiken' (La antigua espada de Ky) está siendo utilizada para ayudar al amor de Ky (La cual fue trasladada el cuerpo de un Gear) a mantenerla con vida a pesar de que ella aún está desapareciendo su existencia.
- Sin: Sin es un joven que acompaña a Sol a lo largo del juego. Utiliza una bandera como su arma. También es hijo de Ky y al parecer su relación con el no es muy amena por lo que aparenta.

Curiosamente, jamás se menciona quien es su madre.
- Izuna: Un espadachín japonés con orejas de zorro.
- Dr. Paradigm: Una especie de mezcla entre ave y reptil que posee un libro de hechizos.
- Valentine: Una chica vestida como una lolita gótica, lleva un globo como arma el cual tiene por nombre 'Lucifero'. Ella anda en busca de algo llamado "La llave". Valentine esta en una carrera contra "Ese Hombre" para conseguir algo conocido como "El Cubo"; Un objeto con el cual solo se puede acceder una vez que alguien tenga "La llave" en su poder. Valentine también es una copia exacta de Aria o así lo declara "Ese Hombre". Muchas otras copias de Aria eran producidas anteriormente. Y aparentemente Valetine no tiene personalidad o destino alguno que cumplir.